# 克莱蒙堡
克莱蒙堡（法語：Clermont-le-Fort，法語發音：[klɛʁmɔ̃ lə fɔʁ]）是法国上加龙省的一个市镇，属于图卢兹区。

## 地理
克莱蒙堡（43°27'29"N, 1°25'57"E）面积10.04 平方千米，位于法国奧克西塔尼大區上加龙省，该省份为法国西南部内陆省份，西南端与西班牙接壤，自此顺时针与上比利牛斯省、热尔省、塔恩-加龙省、塔恩省、奥德省和阿列日省接壤。
与克莱蒙堡接壤的市镇（或旧市镇、城区）包括：欧尔维尔、埃斯帕内斯、瓜朗、莱兹河畔拉巴特、沃内尔克、韦尔内。

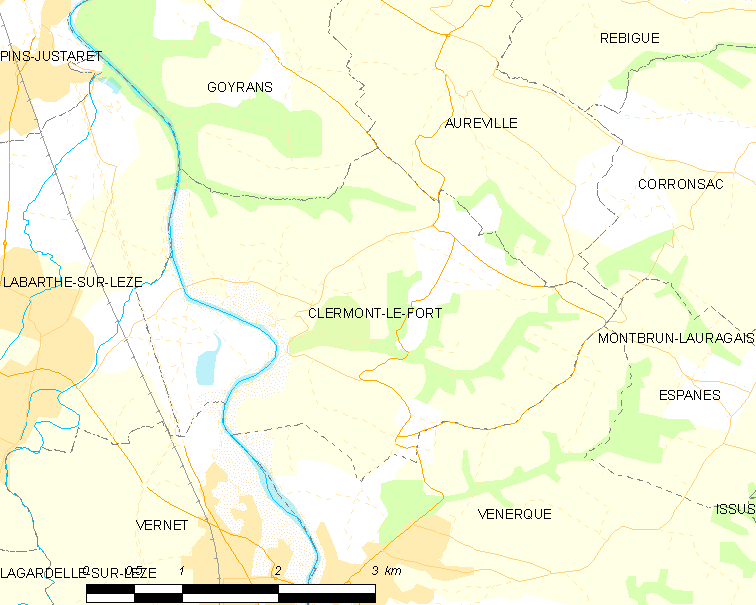
克莱蒙堡的OSM定位图

克莱蒙堡的时区为UTC+01:00、UTC+02:00（夏令时）。

## 行政
克莱蒙堡的邮政编码为31810，INSEE市镇编码为31148。

## 政治
克莱蒙堡所属的省级选区为卡斯塔内托洛桑县。

## 人口

1962-2008年间克莱蒙堡人口变化图示

克莱蒙堡于2022年1月1日时的人口数量为526人。

## 图集

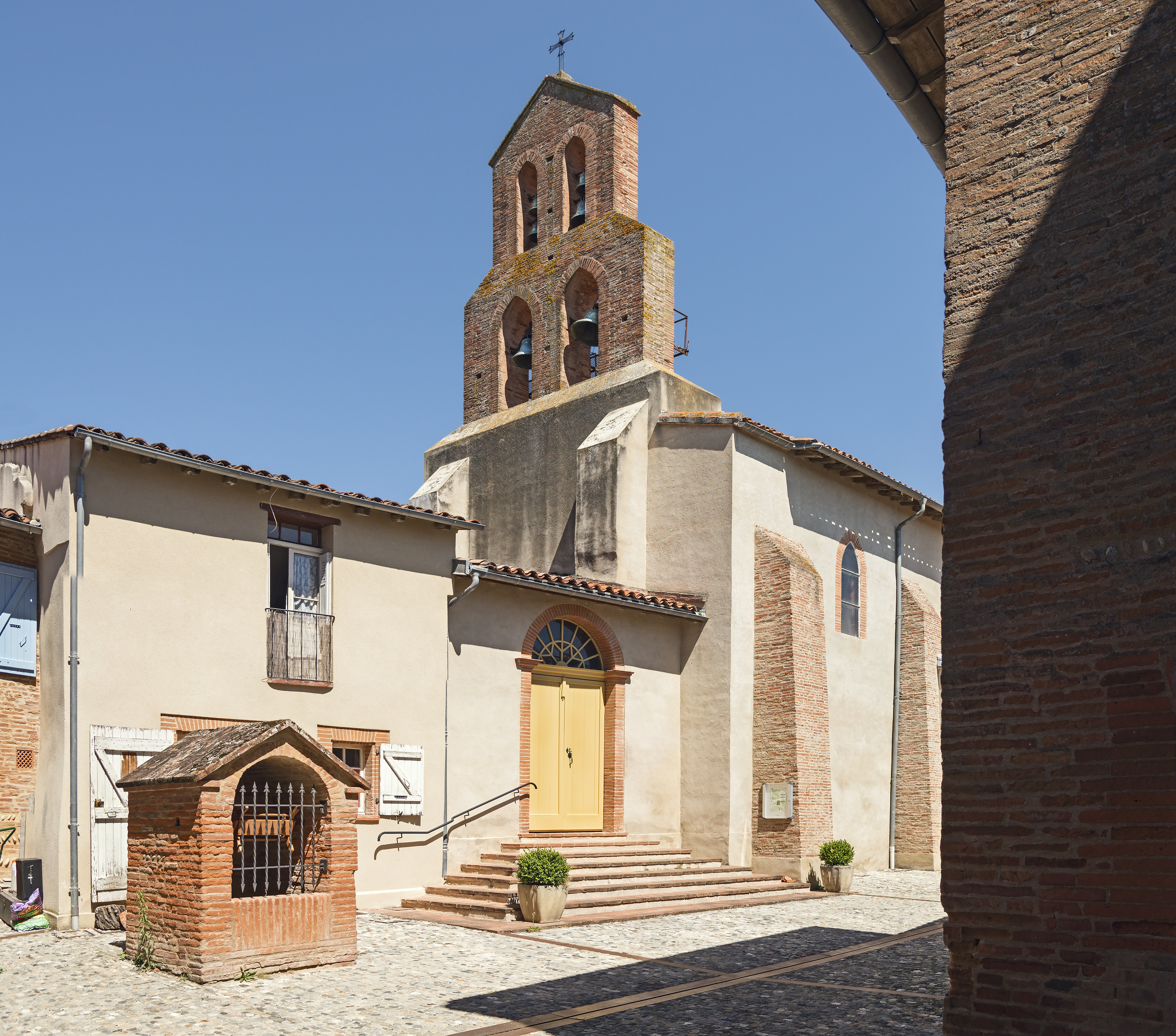
教堂
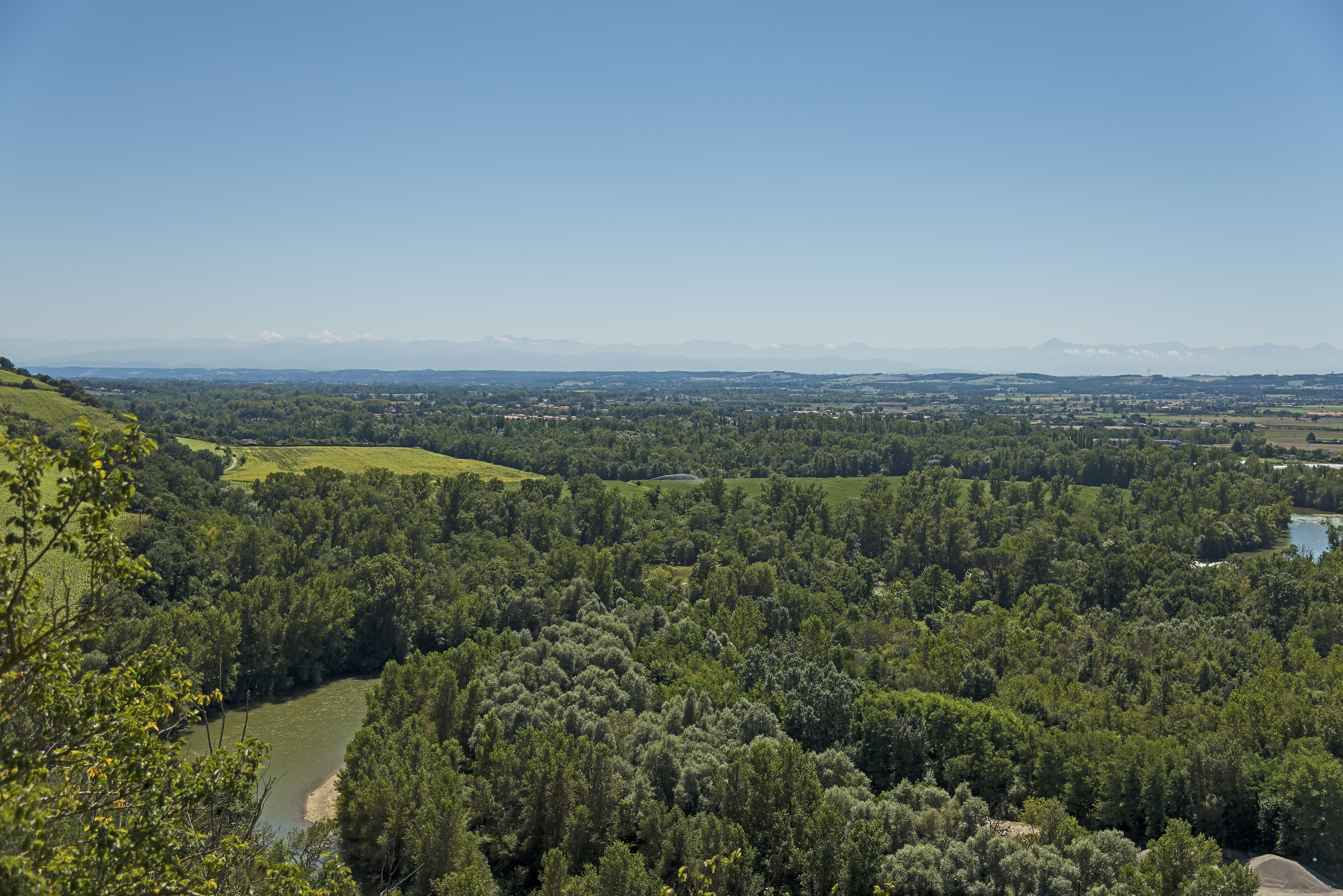
全景